# Jean-Pierre Gaban
Jean-Pierre Gaban (ur. 30 sierpnia 1937 roku) – belgijski kierowca wyścigowy.

## Kariera
Gaban rozpoczął karierę w międzynarodowych wyścigach samochodowych w 1968 roku w klasie GT 2.0 24-godzinnego wyścigu Le Mans, w którym odniósł zwycięstwo w klasie, a w klasyfikacji generalnej był dwunasty. Rok później powtórzył ten sukces. W kolejnych dwóch sezonach nie dojeżdżał do mety.